# Ana Miguel
Ana Miguel (Rio de Janeiro, 1962) é artista brasileira. Vive e trabalha no Rio de Janeiro.
Inicia seu percurso como gravadora. A partir dos anos 80, cria obras tridimensionais e instalações. Colabora também com projetos de teatro, especialmente nas montagens de Samuel Beckett realizadas por Adriano e Fernando Guimarães. As relações humanas, a literatura, as palavras, os deslizamentos dos sentidos, a experiência dos sentimentos e afetos constituem a matéria do seu trabalho desconcertante e pleno de humor.
Em Brasilia no ano de  1985,  estuda filosofia na Universidade de Brasília - UnB, até  1990. Reside em Barcelona entre 1991 e 1994. Em 1994, cria e coordena um atelier na Escola Taller d'Art, em Tarragona, Em 1996 foi bolsista da Fundació Pilar i Joan Miró a Mallorca,  em Palma de Mallorca, Espanha. 
Entre 1998 e 2003, Ana  cria figurinos de diversas peças teatrais, como A Falecida, de Nelson Rodrigues (1912 - 1980).
De acordo com Heloísa Buarque de Hollanda no catálogo da exposição "Manobras Radicais", apresentada em 2006 no Centro Cultural Banco do Brasil de São Paulo:
"É interessante examinar, em muitas artistas mulheres desse período, o uso de estereótipos e cacoetes das feminilidades dos anos 1940 em uma voltagem altíssima, próxima das redes de alta tensão. Ou, ainda melhor, com raro sabor perverso. A delicadeza e a doçura de uma obra como a de Ana Miguel, por exemplo, são terríveis. Sedas, pérolas, vestidinhos de crochê, docinhos de festa infantil, tudo à espera da hora certa do xeque-mate”.

## Exposições
Já realizou mais de quinze exposições individuais, dentre elas Fechar os olhos para ver, na Galeria Laura Marsiaj em 2010 e Je t'adore, no Espace galerie Flux, Liège, Bélgica em 2006. 
Participou de diversas exposições coletivas, dentre elas: Fernando Lindote, trair Macunaíma e avacalhar o papagaio, MAR (Museu de Arte do Rio) em 2016; Ficções, Caixa Cultural do Rio de Janeiro em 2016; Ver e ser visto, Museu de Arte Moderna do Rio de Janeiro em 2015; Há escolas que são gaiolas e há escolas que são asas, MAR (Museu de Arte do Rio) em 2014; Gravura em Campo expandido, Estação Pinacoteca, São Paulo e Novas aquisições - Coleção Gilberto Chateaubriand, Museu de Arte Moderna do Rio de Janeiro em 2012; Gigantes por la propia naturaleza, IVAM, Institut Valencià d’Art Modern, Valência, Espanha em 2011; Relatos Culturais, Museu de Arte Contemporânea da Universidade de São Paulo em 2008; 80/90 Modernos, Pós Modernos etc., Instituto Tomie Ohtake, São Paulo em 2007; O Corpo na Arte Contemporânea Brasileira, Itaú Cultural, São Paulo em 2005; Gentil Reversão – Versão Castelo, Castelinho do Flamengo, Rio de Janeiro em 2003; 25ª Bienal Internacional de São Paulo, São Paulo em 2002; Território expandido III, SESC Pompéia, São Paulo em 2001; Tell me no lies, Museu da República, Rio de Janeiro em 2001; II Bienal do Mercosul, Porto Alegre em 1999.